# Microvenator celer
Microvenator celer és una espècie de dinosaure oviraptorosaure que va viure al Cretaci inferior. Les seves restes fòssils s'han trobat a la formació de Cloverly, al centre-sud de Montana, EUA.